# Grindu (Ialomița)
Grindu es una comuna ubicada en el distrito de Ialomița, Rumania.

## Superficie
Cuenta con una superficie de 54,31 kilómetros cuadrados.

## Demografía
Hasta 2021 la población era de 1925 habitantes, con una densidad de población de 35,44 habitantes por kilómetro cuadrado.